# Carrizal Chico
Carrizal Chico är en ort i Mexiko.   Den ligger i kommunen Zacualpan och delstaten Veracruz, i den sydöstra delen av landet, 140 km nordost om huvudstaden Mexico City. Carrizal Chico ligger 1 149 meter över havet och antalet invånare är 255.
Terrängen runt Carrizal Chico är varierad. Carrizal Chico ligger nere i en dal. Runt Carrizal Chico är det ganska tätbefolkat, med 56 invånare per kvadratkilometer. Närmaste större samhälle är San Bartolo Tutotepec, 13,1 km öster om Carrizal Chico. I omgivningarna runt Carrizal Chico växer i huvudsak blandskog.